# Walking with Dinosaurs
Walking with Dinosaurs é um documentário para televisão, produzido em 1999 pela BBC. O documentário fala sobre os dinossauros e suas eras, de uma forma nunca antes vista, dando ideias até sobre simbiose entre algumas espécies.

## Episódios
Assim como os documentários sobre vida selvagem comuns, Walking with Dinosaurs foi dividido em episódios. 